# Mądre Drzewko
Mądre Drzewko – część wsi Bokinka Pańska w Polsce położona w województwie lubelskim, w powiecie bialskim, w gminie Tuczna.
Wierni kościoła rzymskokatolickiego należą do parafii Trójcy Świętej w Huszczy.
W latach 1975–1998 Mądre Drzewko należało administracyjnie do województwa bialskopodlaskiego.